# تسجيلات هوليوود
تسجيلات هوليوود هي علامة تجارية أمريكية تمتلكها مجموعة ديزني ركوردز وهي شركة فرعية من شركة والت ديزني [بحاجة لمصدر]. تسجيلات هوليوود تنتج لبعض الفنانيين المشهوريين بالعالم أمثال مادونا، كوربن بلو، مايلي سايروس، ديمي لوفاتو، سيلينا غوميز.

## التاريخ
هوليوود ركوردز تأسست في عام 1989م من قبل مدير التنفيذي لديزني مايكل ايزنر وكنت فكرة الشركة هي إنتاج الموسيقى التصويرية لأفلام ديزني وتطوير الموسيقى وتعزيز الحياة الوظيفية لطائفة واسعة من الفنانين في مختلف الأنواع [بحاجة لمصدر].

## وصلات خارجية
- الموقع الرسمي